# Liste der Biografien/Rev
Liste der Biografien |
Portal Biografien |
Personensuche
# |
A |
B |
C |
D |
E |
F |
G |
H |
I |
J |
K |
L |
M |
N |
O |
P |
Q |
R |
S |
T |
U |
V |
W |
X |
Y |
Z |
?
 
Ra |
Rb |
Rd |
Re |
Rh |
Ri |
Rj |
Rk |
Rl |
Rm |
Rn |
Ro |
Rr |
Rs |
Rt |
Ru |
Rv |
Rw |
Rx |
Ry |
Rz
 
Rea |
Reb |
Rec |
Red |
Ree |
Ref |
Reg |
Reh |
Rei |
Rej |
Rek |
Rel |
Rem |
Ren |
Reo |
Rep |
Req |
Rer |
Res |
Ret |
Reu |
Rev |
Rew |
Rex |
Rey |
Rez
Die Liste der Biografien führt alle Personen auf, die in der deutschsprachigen Wikipedia einen Artikel haben. Dieses ist eine Teilliste mit 204 Einträgen von Personen, deren Namen mit den Buchstaben „Rev“ beginnt.

## Rev
- Rev, Hans († 1545), norwegischer Geistlicher, Bischof von Oslo
- Rév, Lívia (1916–2018), ungarische Pianistin
- Rév, Marcell (* 1984), ungarischer Kameramann
- Rev, Martin (* 1947), US-amerikanischer Musiker und Filmkomponist

### Reva
- Revach, Ze'ev (1940–2025), israelischer Komödiant, Schauspieler und Regisseur
- Revah, Amber Rose (* 1986), britische Schauspielerin
- Révah, Israël Salvator (1917–1973), französischer Romanist, Hispanist und Lusitanist
- Révai, András (1903–1973), ungarischer Journalist, Herausgeber, Zeitungsverleger und Politiker
- Révai, József (1898–1959), ungarischer Schriftsteller, Journalist und Politiker, Minister
- Révai, Miklós († 1807), ungarischer Sprachwissenschaftler, Hochschullehrer, Zeichner und Schriftsteller
- Reval, Else (1893–1978), deutsche Schauspielerin
- Revalles, Flore (1889–1966), schweizerische Sängerin, Tänzerin und Schauspielerin
- Revani († 1524), osmanischer Dichter
- Revans, Reginald (1907–2003), britischer Leichtathlet und Physiker
- Revault d’Allonnes Bonnefoy, Christine (* 1971), französische Politikerin (PS), MdEP
- Revault, Christophe (1972–2021), französischer Fußballspieler, -trainer und -funktionär
- Revaux, Jacques (* 1940), französischer Komponist
- Revay, Rudolf (* 1932), tschechoslowakischer Radrennfahrer
- Révay, Theresa (* 1965), französische Schriftstellerin
- Revaz, Estelle (* 1989), österreichisch-schweizerische Cellistin und Schweizer Politikerin (SP)
- Revaz, Noëlle (* 1968), Schweizer Schriftstellerin

### Reve
- Revé, Ernesto (* 1992), kubanischer Leichtathlet
- Reve, Gerard (1923–2006), niederländischer Schriftsteller
- Revé, Odalis (* 1970), kubanische Judoka
- Reveal, James Lauritz (1941–2015), US-amerikanischer Botaniker
- Reveco, Juan Carlos (* 1983), argentinischer Boxer im Halbfliegen- und Fliegengewicht
- Reved (* 2000), deutsche Influencerin, Livestreamerin, Gamemasterin und WebvideoproduzentinReved (* 2000)

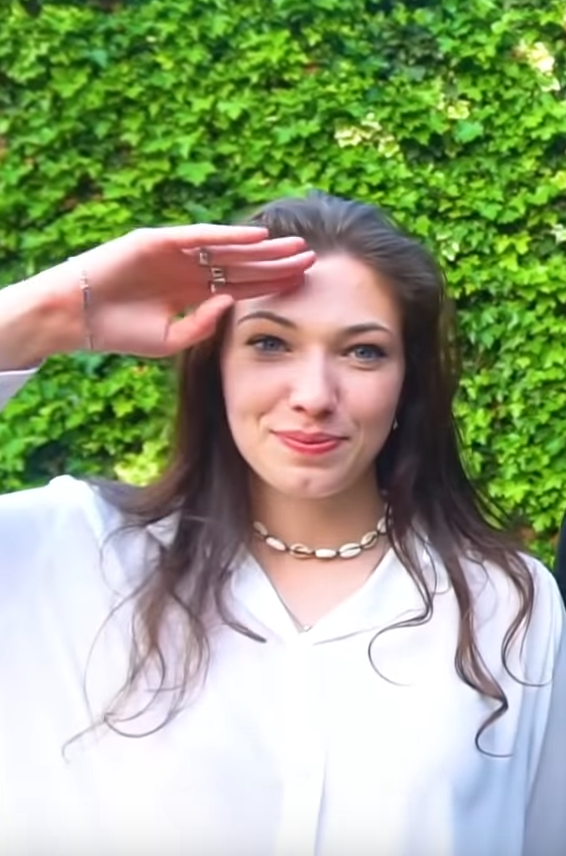
Reved (* 2000)

- Revedin, Jana (* 1965), deutsche Architektin, Architekturtheoretikerin und Autorin
- Réveilhac, Géraud François Gustave (1851–1937), französischer General
- Reveillas du Veyne, Andreas (1653–1726), preußischer Generalleutnant der Kavallerie, Gouverneur der Festung Peitz
- Réveillère, Anthony (* 1979), französischer Fußballspieler
- Réveillère, Paul Emile (1829–1908), französischer Admiral und späterer Pazifist
- Revel, Cyprien (1805–1886), Schweizer Politiker und Richter
- Revel, Giuseppe Maria (* 1651), Leibarzt des polnischen Königs, Mitglied der Gelehrtenakademie Leopoldina und Professor für Botanik
- Revel, Harry (1905–1958), britisch-US-amerikanischer Pianist und Komponist
- Revel, Jacques (* 1942), französischer Historiker
- Revel, Jean-François (1924–2006), französischer Schriftsteller und Philosoph
- Revel, Paul (1922–1983), französischer Maler und Kupferstecher
- Revelant, Tobias (* 2004), österreichischer Fußballspieler
- Revelez, Daniel Felipe (* 1959), uruguayischer Fußballspieler
- Revell, Graeme (* 1955), neuseeländischer Industrial-Musiker und Komponist für Filmmusik
- Revell, Guy (1941–1981), kanadischer Eiskunstläufer
- Revell, Viljo (1910–1964), finnischer Architekt, Vertreter des Funktionalismus
- Revelle, Sängerin
- Revelle, Roger (1909–1991), US-amerikanischer Ozeanograph und Klimatologe
- Revelli di Beaumont, Mario (1907–1985), italienischer Motorradrennfahrer und Fahrzeugdesigner
- Revelli, Hervé (* 1946), französischer Fußballspieler
- Revelli, Nuto (1919–2004), italienischer Partisan, Schriftsteller und Historiker
- Revelli, Paolo (* 1959), italienischer Schwimmer
- Revelli, Patrick (* 1951), französischer Fußballspieler
- Revellio, Paul (1886–1966), deutscher Lehrer und Heimatforscher
- Revello de Toro, Félix (* 1926), spanischer Maler
- Revelly, Lucien (1906–1984), französischer Radrennfahrer
- Revels, Hiram Rhodes (1827–1901), US-amerikanischer Politiker und Geistlicher
- Revenfeld, Detlev von (1684–1746), Generalleutnant in dänisch-norwegischen Diensten
- Revenstorf, Dirk (* 1939), deutscher Psychologe und Psychotherapeut
- Revenstorff, Hans (1906–1978), deutscher Politiker (FDP), MdB
- Reventlou, Friedrich von (1797–1874), deutscher Staatsmann
- Reventlou, Kurt von (1834–1914), preußischer Verwaltungsbeamter und schleswig-holsteinischer Politiker
- Reventlow, Adeline Gräfin von (1839–1924), deutsche Malerin
- Reventlow, Anna Emerentia von (1680–1753), deutsche Gräfin, Wohltäterin und Priorin des Klosters Uetersen
- Reventlow, Anna Sophie von (1693–1743), Gemahlin des dänischen Königs Friedrich IV.Anna Sophie von Reventlow (1693–1743)

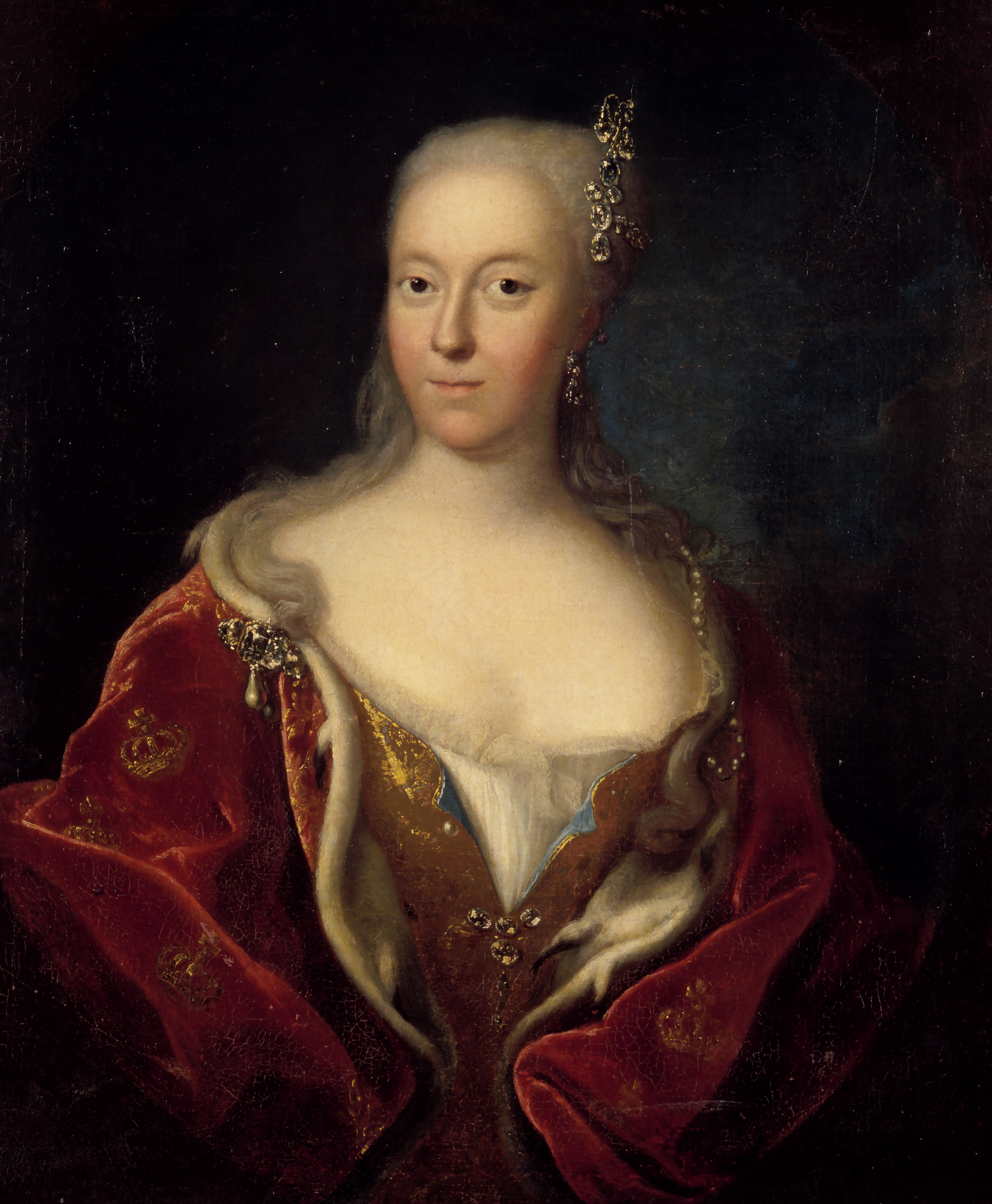
Anna Sophie von Reventlow (1693–1743)

- Reventlow, Arthur von (1817–1878), deutsch-dänischer Verwaltungsjurist
- Reventlow, Cay Friedrich von (1753–1834), dänischer Diplomat und Gutsbesitzer
- Reventlow, Christian Andreas Julius (1807–1845), Amtmann und königlich-dänischer Kommissar beim Bau der ersten Schleswig-Holsteinischen Eisenbahnstrecke von Altona nach Kiel
- Reventlow, Christian Detlev von (1671–1738), königlich-dänischer Oberpräsident
- Reventlow, Christian Detlev von (1748–1827), dänischer Staatsmann und Sozialreformer
- Reventlow, Claus von (1693–1758), dänisch-deutscher Jurist, Präsident des Højesteret und Domherr in Lübeck
- Reventlow, Conrad von (1644–1708), dänischer Politiker, Premierminister und Großkanzler
- Reventlow, Detlef (1600–1664), Kanzler
- Reventlow, Detlev von († 1536), Bischof von Lübeck, Kanzler
- Reventlow, Detlev von (1654–1701), Königlicher Geheimer Konferenz-, Etats- und Landrat, Propst in Preetz und Schleswig
- Reventlow, Detlev von (1712–1783), schleswig-holsteinischer Ritter, dänischer Graf und Staatsmann und Kurator der Christian-Albrechts-Universität KielDetlev von Reventlow (1712–1783)

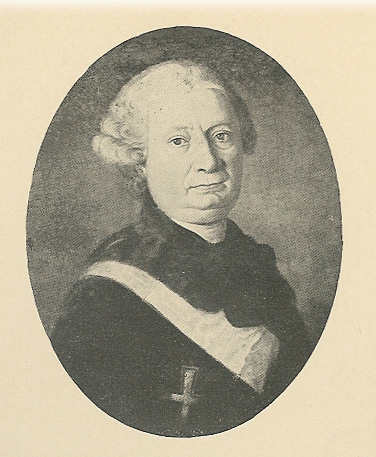
Detlev von Reventlow (1712–1783)

- Reventlow, Detlev von (1876–1950), deutscher Verwaltungsbeamter und Verbandsfunktionär
- Reventlow, Eduard (1883–1963), dänischer Diplomat
- Reventlow, Else (1897–1984), deutsche Lehrerin, Frauenrechtlerin, Sozialdemokratin, Redakteurin
- Reventlow, Ernst Christian von (1799–1873), deutscher Gutsbesitzer und Politiker
- Reventlow, Ernst Emil Kurt von (1868–1933), deutscher Adeliger, Gutsherr auf Wittenberg, Klosterpropst zu Uetersen und Politiker
- Reventlow, Ernst Graf zu (1869–1943), deutscher Reichstagsabgeordneter (NSFP; NSDAP), MdR
- Reventlow, Eugen von (1798–1885), deutscher Gutsbesitzer und dänischer Diplomat
- Reventlow, Franziska zu (1871–1918), deutsche Schriftstellerin, Malerin und ÜbersetzerinFranziska zu Reventlow (1871–1918)

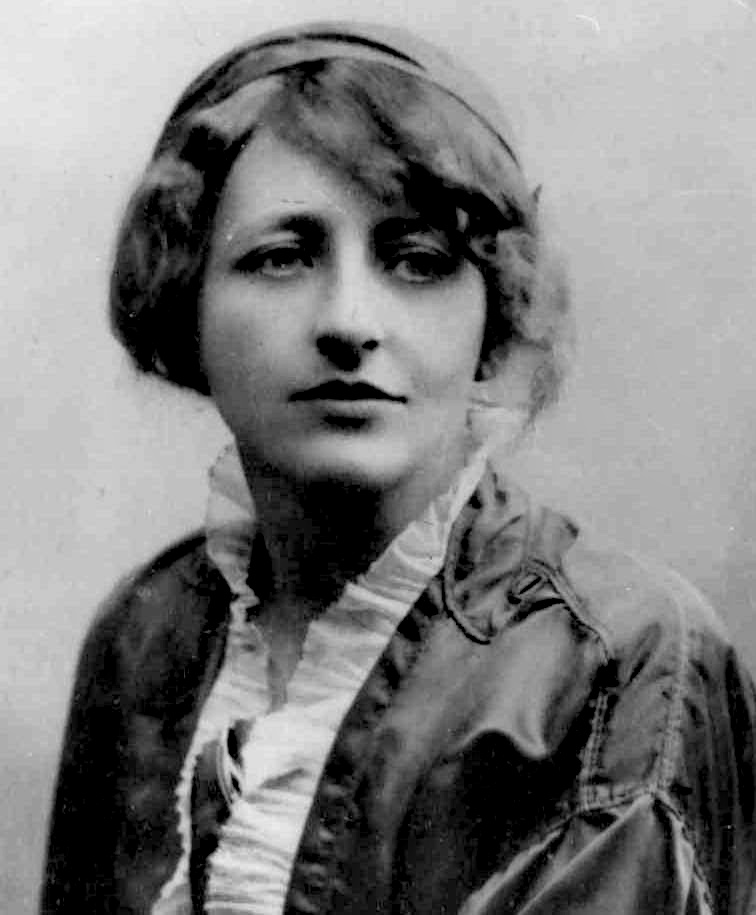
Franziska zu Reventlow (1871–1918)

- Reventlow, Friederike Juliane von (1762–1816), Gräfin von Reventlow
- Reventlow, Friedrich Karl von (1755–1828), Kurator der Universität Kiel
- Reventlow, Friedrich von (1649–1728), Geheimer Etats- und Landrat und Klosterpropst zu Uetersen
- Reventlow, Gottfried von (1800–1870), deutscher Verwaltungsjurist und Richter
- Reventlow, Hartwig, Ritter
- Reventlow, Heinrich von (1678–1732), Kaiserlicher Hofrat, und Klosterpropst zu Uetersen
- Reventlow, Heinrich von (1763–1848), schleswig-holsteinischer Offizier
- Reventlow, Heinrich von (1796–1842), deutscher Verwaltungsjurist in dänischen Diensten
- Reventlow, Henning Graf (1929–2010), deutscher evangelischer Theologe, Alttestamentler und Hochschullehrer
- Reventlow, Iven († 1569), Ritter
- Reventlow, Lance (1936–1972), dänisch-US-amerikanischer Automobilrennfahrer
- Reventlow, Louise Sybille (1783–1848), dänische Malerin
- Reventlow, Lüder, Arzt
- Reventlow, Ludwig von (1824–1893), deutscher Verwaltungsjurist im Königreich Dänemark
- Reventlow, Ludwig von (1864–1906), deutscher Gutsbesitzer und Reichstagsabgeordneter
- Reventlow, Rolf (1897–1981), deutscher Journalist
- Reventlow, Sophie Anna von (1778–1853), dänische Malerin
- Reventlow, Theodor von (1801–1873), Gutsherr der holsteinischen Güter Jersbek und Stegen
- Reventlow-Criminil, Alfred Franz Carl von (1825–1898), dänisch-deutscher Diplomat und Gutsbesitzer
- Reventlow-Criminil, Diana von (1863–1953), holsteinische Adlige
- Reventlow-Criminil, Heinrich von (1798–1869), schleswig-holsteinischer Verwaltungsjurist und dänischer Politiker
- Reventlow-Criminil, Joseph von (1797–1850), schleswig-holsteinischer Gutsbesitzer, Verwaltungsbeamter und Politiker
- Reventlow-Criminil, Victor Graf von (1916–1992), deutscher Politiker (SSW), MdL
- Revenu, Daniel (1942–2024), französischer Fechter
- Réver (* 1985), brasilianischer Fußballspieler
- Rever, Maureen (* 1938), kanadische Sprinterin und Weitspringerin
- Reverberi, Gian Franco (1934–2024), italienischer Komponist und Musiker
- Reverberi, Gian Piero (* 1939), italienischer Komponist, Arrangeur und Musikproduzent
- Reverchon, Jean (* 1964), französischer Karambolagespieler
- Reverchon, Julien (1837–1905), französischer Naturforscher und Botaniker
- Revercomb, W. Chapman (1895–1979), US-amerikanischer Politiker
- Reverdil, Élie-Salomon-François (1732–1808), Schweizer Gelehrter
- Reverdin, Henri (1880–1975), Schweizer Philosoph
- Reverdin, Jaques Louis (1842–1929), Schweizer Chirurg
- Reverdin, Olivier (1913–2000), Schweizer Altphilologe, Journalist und Politiker
- Reverdy, Pierre (1889–1960), französischer Schriftsteller und Kunstkritiker
- Reverdy, Richard (1851–1915), deutscher Bauingenieur, bayerischer Baubeamter, Manager in der Bauindustrie
- Reverdy, Thomas (* 1974), französischer Schriftsteller
- Reverdy, Yannick (* 1976), französischer Handballspieler
- Revere, Anne (1903–1990), US-amerikanische Schauspielerin
- Revere, Giuseppe (1812–1889), italienischer Schriftsteller und Politiker
- Revere, Paul († 1818), US-amerikanischer FreiheitskämpferPaul Revere († 1818)

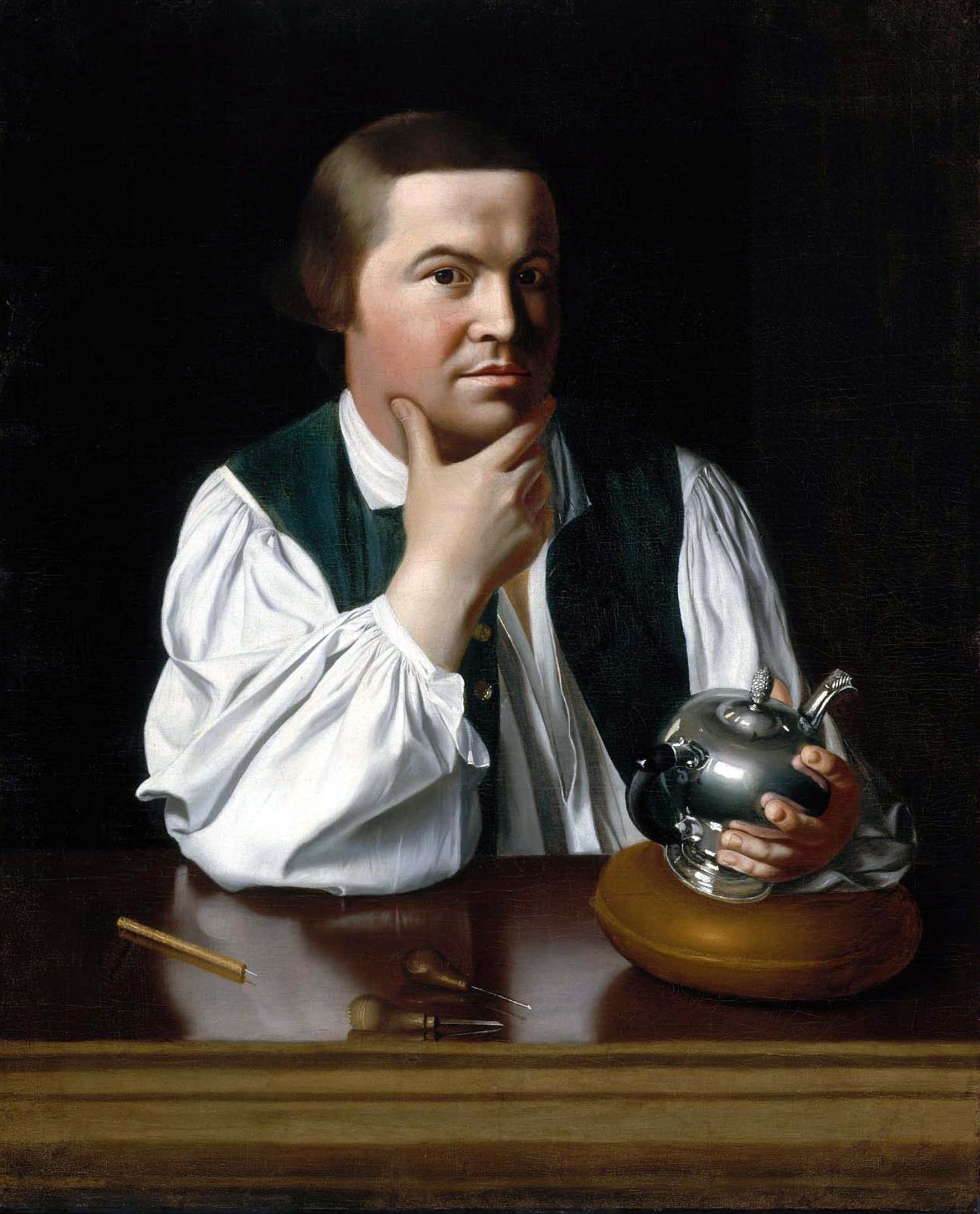
Paul Revere († 1818)

- Revere, Paul (1938–2014), US-amerikanischer Sänger
- Reverend Billy (* 1950), US-amerikanischer Schauspieler, Aktivist und Aktionskünstler
- Reverend Elvis (* 1975), deutscher Sänger, Songwriter und Gitarrist
- Reverianus von Autun († 273), Bischof von Autun, Märtyrer, Heiliger
- Revermann, Ferdinand (1895–1975), deutscher Architekt
- Revermann, Martin, deutscher klassischer Philologe
- Revermann, Thomas (* 1968), deutscher Fußballspieler
- Reverol, Néstor (* 1964), venezolanischer Innenminister
- Revers, Andrea (* 1961), deutsche Autorin
- Revers, Peter (* 1954), deutsch-österreichischer Musikwissenschaftler
- Revers, Wilhelm Josef (1918–1987), deutsch-österreichischer Psychologe
- Revertera von Salandra, Friedrich (1827–1904), österreichisch-ungarischer Diplomat und Politiker
- Revertera-Salandra, Nikolaus (1866–1951), österreichisch-ungarischer Diplomat
- Revertera-Salandra, Peter (1893–1966), oberösterreichischer Landesrat, Sicherheitsdirektor für Oberösterreich
- Reverzy, Jean (1914–1959), französischer Arzt und Schriftsteller
- Reves, Emery (1904–1981), US-amerikanischer Journalist ungarischer Herkunft
- Reves, Wendy (1916–2007), amerikanisches Model, Kunstsammlerin und Mäzenin
- Révész, Béla (1876–1944), ungarischer Schriftsteller
- Révész, Béla (1886–1939), ungarischer Fußballspieler und -trainer
- Révész, Bulcsú (* 2007), ungarischer Snookerspieler
- Révész, Géza (1878–1955), ungarisch-niederländischer Psychologe
- Révész, Pál (1934–2022), ungarischer Mathematiker
- Revetria, Hebert (* 1955), uruguayischer Fußballspieler
- Revett, Nicholas (1720–1804), britischer Landadliger, Amateurarchitekt und -maler
- Revey, Laurence (* 1965), Schweizer Sängerin und Komponistin
- Reveyron, Joseph (1917–2005), französischer Organist und Komponist

### Revi
- Revi, Aromar (* 1961), indischer Klimawissenschaftler und Autor
- Revich, Yury (* 1991), österreichischer Violinist russischer HerkunftYury Revich (* 1991)

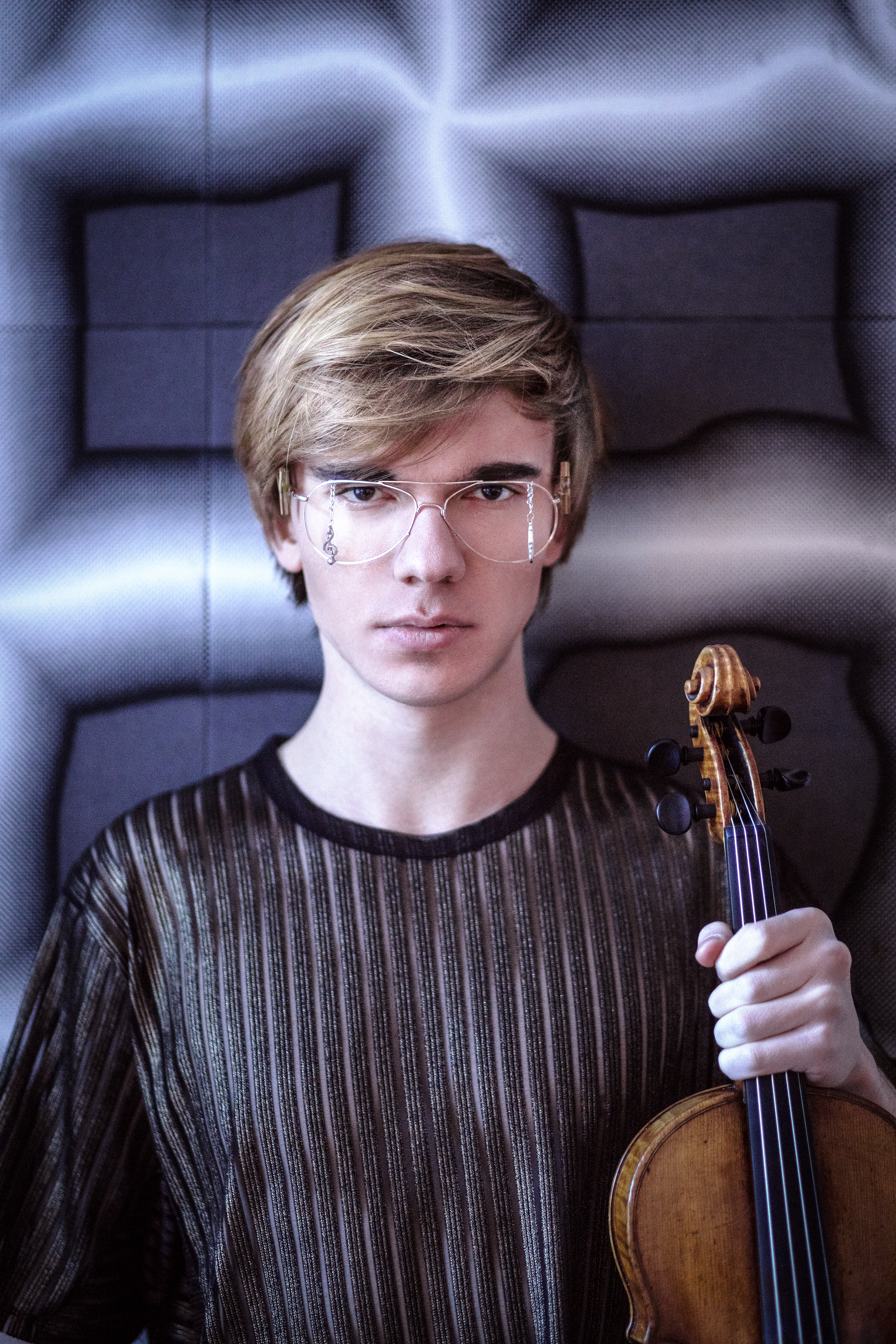
Yury Revich (* 1991)

- Revie, Don (1927–1989), englischer Fußballspieler und -trainer
- Revier, Dorothy (1904–1993), US-amerikanische Schauspielerin
- Revil, Rudi (1916–1983), französischer Komponist und Songwriter
- Revill, Clive (1930–2025), neuseeländischer Schauspieler
- Revilla, Carlos (1933–2000), spanischer Schauspieler, Synchronsprecher und Synchronregisseur
- Revilla, Ramon junior (* 1966), philippinischer Politiker, Filmproduzent und Schauspieler
- Réville, Albert (1826–1906), französischer Theologe und Hochschullehrer
- Reville, Alma (1899–1982), britische Drehbuchautorin und Filmeditorin, Ehefrau von Alfred HitchcockAlma Reville (1899–1982)

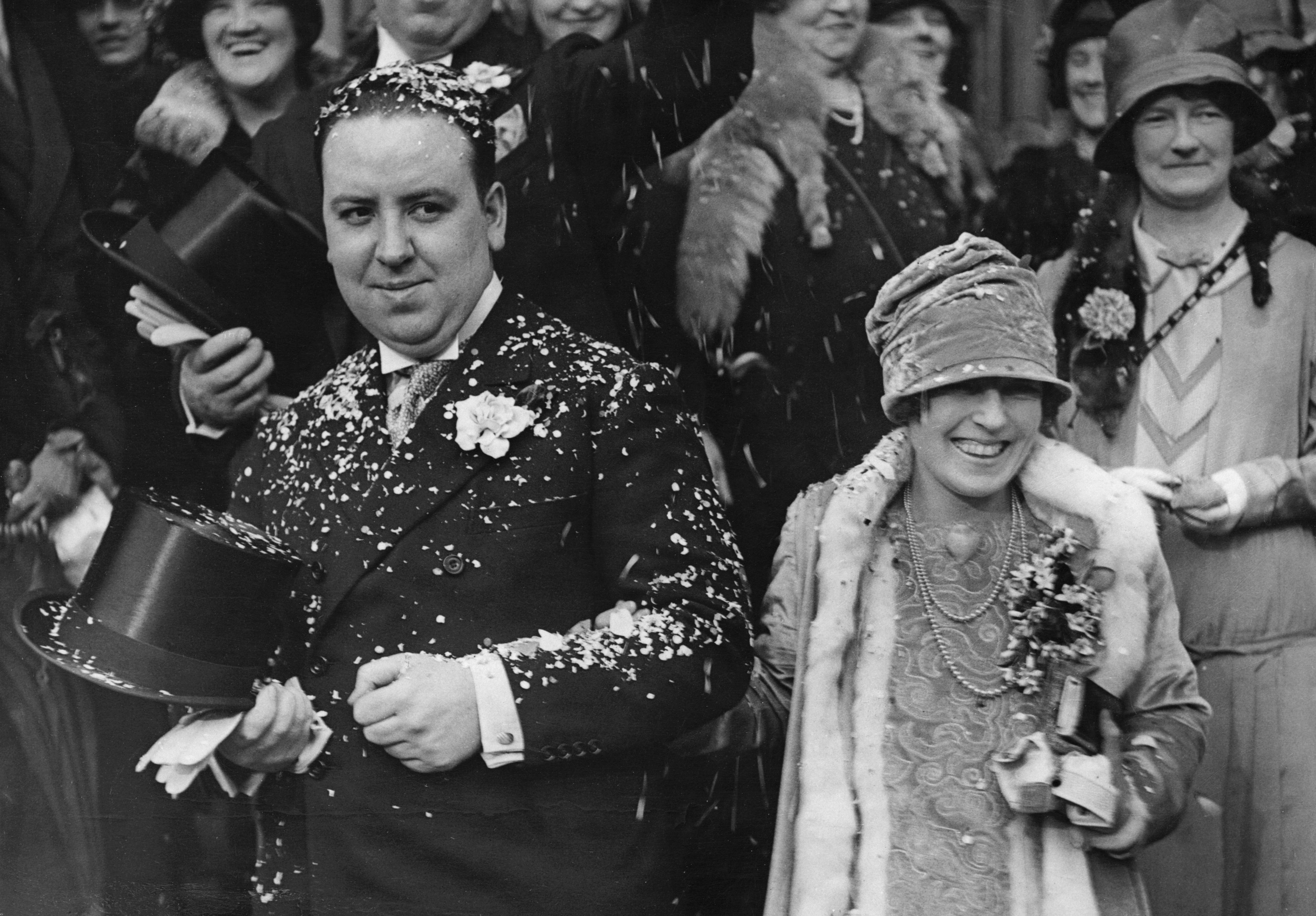
Alma Reville (1899–1982)

- Revillet, Aurélie (* 1986), französische Skirennläuferin
- Revilliod, Gustave (1817–1890), Schweizer Schriftsteller, Verleger, Archäologe, Kunstsammler und Mäzen
- Revillout, Eugène (1843–1913), französischer Ägyptologe
- Revilo (* 1979), deutscher Hip-Hop-Musiker
- Revis, Darrelle (* 1985), US-amerikanischer American-Football-Spieler
- Revis, Eric (* 1967), US-amerikanischer Jazzbassist
- Revithi, Stamata (* 1866), griechische Langstreckenläuferin
- Revius, Jacob (1586–1658), niederländischer calvinistischer Prädikant, Dichter und Kirchenhistoriker
- Revivo, Haim (* 1972), israelischer Fußballspieler
- Revivo, Roy (* 2003), israelischer Fußballspieler

### Revk
- Revkin, Andrew (* 1956), US-amerikanischer Wissenschaftsjournalist

### Revn
- Revniaga, Eduard (* 1972), israelisch-lettischer Eishockeyspieler
- Revniaga, Mark (* 1998), israelischer Eishockeyspieler

### Revo
- Révoil, Georges (1852–1894), französischer Afrikaforscher und Diplomat
- Revok (* 1977), US-amerikanischer Graffitikünstler
- Revol, Cédric (* 1994), französischer Judoka
- Revol, Louis de (1531–1594), erster französischer Außenminister
- Revollo Bravo, Mario (1919–1995), kolumbianischer Geistlicher, römisch-katholischer Erzbischof von Bogotá und Kardinal
- Revollo Crespo, Manuel (1925–2014), bolivianischer Ordensgeistlicher, Koadjutorbischof des Bolivianischen Militärordinariates
- Revolori, Mario (* 1994), US-amerikanischer Schauspieler und Drehbuchautor
- Revolori, Tony (* 1996), US-amerikanischer Schauspieler
- Revoltella, Pasquale (1795–1869), Triester Bankier und Mäzen
- Revonsuo, Antti (* 1963), finnischer Neuro- und Kognitionswissenschaftler, Psychologe und Philosoph
- Revord, Raegan (* 2008), US-amerikanische schauspielende PersonRaegan Revord (* 2008)

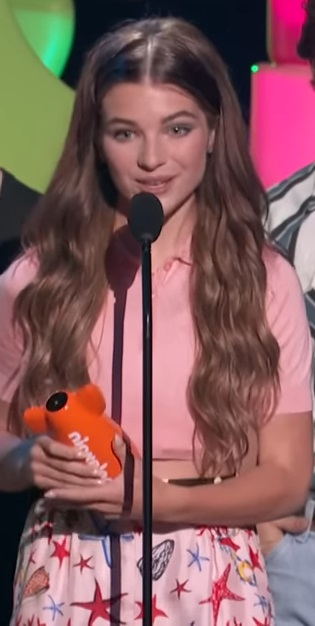
Raegan Revord (* 2008)

- Revoredo Ruiz, Raimundo (1927–2021), peruanischer römisch-katholischer Ordensgeistlicher, Prälat von Juli
- Revoredo, Renzo (* 1986), peruanischer Fußballspieler

### Revr
- Revri, Jayden (* 1999), britischer Schauspieler

### Revs
- Revson, Charles (1906–1975), US-amerikanischer Unternehmer
- Revson, Peter (1939–1974), US-amerikanischer Automobilrennfahrer

### Revu
- Revuelta Clews, Natalia (1925–2015), kubanische Sozialistin, Geliebte von Fidel Castro und Mutter seiner Tochter Alina Fernández
- Revuelta, Pilar, spanische Artdirectorin und Szenenbildnerin
- Revuelta, Raquel (1925–2004), kubanische Schauspielerin und Hochschullehrerin
- Revueltas Sánchez, Fermín (1901–1935), mexikanischer Maler
- Revueltas, Andrea (1938–2010), mexikanische Politikwissenschaftlerin und Philosophin
- Revueltas, José (1914–1976), mexikanischer Schriftsteller, Drehbuchautor und politischer Aktivist
- Revueltas, Rosaura (1910–1996), mexikanische Schauspielerin und Autorin
- Revueltas, Silvestre (1899–1940), mexikanischer Komponist
- Revut, Boris (* 1947), russisch-deutscher Naturwissenschaftler, Erfinder und Schriftsteller
- Revuz, André (1914–2008), französischer Mathematiker
- Revuz, Daniel (* 1936), französischer Mathematiker
- Revuz, Yannick (* 1970), französischer Skispringer und Skisprungtrainer

### Revv
- Revvo, Nastassja (* 1994), deutsche Schauspielerin

### Revy
- Révy, Déborah (* 1987), französische SchauspielerinDéborah Révy (* 1987)

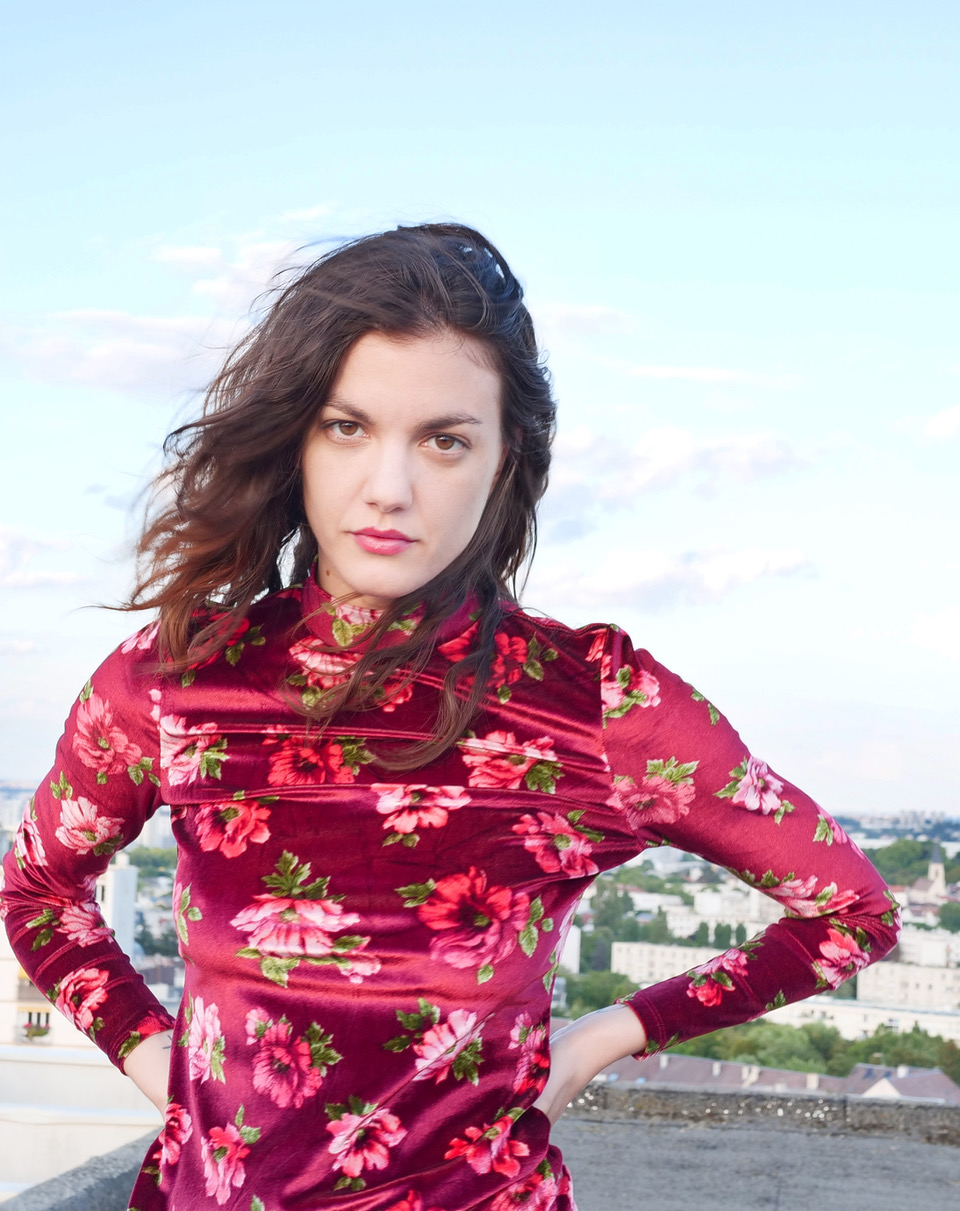
Déborah Révy (* 1987)

- Revy, Karl Julius Heinrich (1883–1949), österreichischer Maler und Bildhauer
- Révy, Richard (1885–1965), ungarisch-US-amerikanischer Schauspieler und Theaterregisseur